# Lamium
Lamium L. (Urzică moartă), fam. Lamiaceae, este un gen de plante erbacee, originar din Europa, Asia și nordul Africii și cuprinde circa 45 de specii.

## Descriere
Plantele acestui gen sunt fie anuale fie perene.
Tulpina în secțiune transversală este pătrată.
Frunzele deșii pot avea perișori fini aceștia nu produc reacția de urticarie tipică urzicii normale (Urtica dioica) .
Florile sunt de culoare albă, galbenă, roz sau mov.

## Principalele specii
- Lamium album – Urzica moartă albă
- Lamium amplexicaule
- Lamium barbatum
- Lamium bifidum
- Lamium corsicum
- Lamium flexuosum
- Lamium galeobdolon - Urzica moartă galbenă
- Lamium garganicum
- Lamium glaberrimum
- Lamium hybridum
- Lamium maculatum – Urzica moartă pătată
- Lamium moluccellifolium
- Lamium moschatum
- Lamium orvala
- Lamium purpureum – Urzica moartă mov